# Chris Mullin (homme politique)
Christopher John Mullin (né le 12 décembre 1947) est un journaliste, auteur et politicien travailliste britannique.
En tant que journaliste dans les années 1980, Chris Mullin mène une campagne qui aboutit à la libération des Six de Birmingham, victimes d'une erreur judiciaire. Mullin est l'auteur de quatre romans, dont A Very British Coup (1982), qui est ensuite adapté pour la télévision, et sa suite The Friends of Harry Perkins. Mullin est également un chroniqueur célèbre.
Mullin est député de Sunderland South de 1987 à 2010. Au Parlement, il est président du comité restreint des affaires intérieures et ministre du ministère de l'Environnement, des Transports et des Régions, du ministère des Affaires étrangères et du Commonwealth et du ministère du Développement international.

## Jeunesse
Mullin est le fils d'un père protestant écossais et d'une mère irlandaise catholique, qui travaillent tous deux pour Marconi. Mullin fait ses études au St Joseph's College, un pensionnat catholique pour garçons (maintenant mixte) dans la ville d'Ipswich dans le Suffolk, suivi par l'Université de Hull, où il étudie le droit. Il rejoint le Parti travailliste après que sa ligne politique se soit déplacée vers la gauche en réponse à la Guerre du Viêt Nam.

## Journaliste et activiste
Avant d'être élu député, Mullin est journaliste au Daily Mirror. Au cours de cette période, Mullin s'est rendu en Russie et en Chine, puis couvre la guerre du Vietnam. Il est très critique de la stratégie américaine au Vietnam et déclare qu'il pensait que la guerre, destinée à arrêter l'avancée du communisme, ne faisait qu'au contraire retarder l'arrivée des forces du marché dans le pays. Mullin est également présent au Cambodge en 1973 et 1980.

### Six de Birmingham
Mullin, travaillant pour le programme d'actualités de Grenade World in Action, joue un rôle essentiel dans l'obtention de la libération des Six de Birmingham, victimes d'une erreur judiciaire. En 1985, le premier de plusieurs programmes World in Action mettant en doute leur culpabilité est diffusé. En 1986, le livre de Mullin, Error of Judgment: The Truth About the Birmingham Pub Bombings, présente une affaire détaillée soutenant les affirmations des hommes selon lesquelles ils sont innocents.
En mars 1990, ITV diffuse le documentaire de la télévision de Grenade, Who Bombed Birmingham?, qui reconstitue les attentats à la bombe et les événements clés ultérieurs de la campagne de Mullin. Écrit par Rob Ritchie et réalisé par Mike Beckham, il met en vedette John Hurt comme Mullin, avec Martin Shaw comme producteur de World in Action Ian McBride, Ciarán Hinds comme Richard McIlkenny, l'un des Six, et Patrick Malahide comme Michael Mansfield,. Il est reconditionné pour l'exportation en tant que The Investigation - Inside a Terrorist Bombing et diffusé pour la première fois à la télévision américaine le 22 avril 1990. Le documentaire de suivi de Grenade intitulé BAFTA après la sortie des six hommes, World in Action Special: The Birmingham Six - Leur propre histoire, est diffusé le 18 mars 1991.

### Bennisme etTribune
Mullin édite deux recueils de discours et d'écrits de Tony Benn, Arguments for Socialism (1979) et Arguments for Democracy (1981), et, en tant que rédacteur en chef de l'hebdomadaire pro-travailliste Tribune de 1982 à 1984, apporte un soutien efficace à Benn et à ses idées. Mullin cherche également à faire de Tribune une coopérative de travailleurs, au grand dam de ses actionnaires.

## Romancier
Mullin publie un total de quatre romans. Son premier roman, A Very British Coup, publié en 1982, décrit la déstabilisation d'un gouvernement britannique de gauche par les forces de l'Establishment. Il l'écrit après avoir discuté de l'idée d'un Premier ministre de gauche miné par l'establishment après la conférence du parti travailliste de 1981 avec Peter Hain, Stuart Holland et Tony Banks. Holland révèle dans cette discussion qu'il a écrit un certain nombre de chapitres d'un roman potentiel contenant cette histoire et que Hain a contacté les éditeurs concernant la possibilité d'un roman similaire. Par la suite, l'ancien correspondant de la BBC, Peter Hardiman Scott déclare à Mullin qu'il avait écrit un livre sur ce sujet à l'époque.
Le roman est adapté pour la télévision par Alan Plater, avec des modifications substantielles de l'intrigue, et projeté en 1988. Le scénariste est Alan Plater et il est réalisé par Mick Jackson. Avec Ray McAnally, la série est d'abord projetée sur Channel 4 et remporte des prix Bafta et Emmy, et est distribuée dans plus de 30 pays. Le livre sert également de base à la série en quatre parties de 2012 de Channel 4, Secret State. Avec Gabriel Byrne, cette version est écrite par Robert Jones. Mullin écrit plus tard une suite intitulée Les amis de Harry Perkins qui est publiée en 2019. Le livre explore entre autres le Brexit et les relations américano-chinoises.
Mullin publie également The Last Man Out of Saigon en 1986 à propos d'un complot d'un agent de la CIA envoyé au Vietnam au cours de la dernière semaine de la guerre pour mettre en place un réseau d'agents et aussi The Year of the Fire Monkey, un thriller sur une CIA. tentative d'assassiner le président Mao à l'aide d'un agent tibétain, en 1991.

## Carrière politique

### Début de carrière politique
Mullin se présente sans succès aux élections générales de 1970 contre le chef libéral Jeremy Thorpe dans le nord du Devon. Mullin se présente aussi à Kingston-upon-Thames en février 1974.
En 1980, il est membre exécutif du Comité de coordination du travailliste. Mullin fait également partie de l'exécutif de la campagne influente pour la démocratie du parti travailliste. En tant que tel, il est un partisan actif de Tony Benn quand, en 1981, ignorant un appel du chef du parti Michael Foot à s'abstenir d'enflammer les divisions du parti, Benn s'oppose au chef adjoint sortant du Parti travailliste, Denis Healey. En outre, Mullin édite deux recueils de discours et d'écrits de Benn Arguments for Socialism (1979) et Arguments for Democracy (1981). Il est largement considéré comme un «Bennite» de premier plan, un mouvement très influent au sein du Parti travailliste au début des années 1980.

### Parlement
Mullin est élu pour la première fois député de Sunderland South en 1987, et est réélu à chaque élection subséquente jusqu'en 2005. Il ne se représente pas en 2010. Mullin est à gauche du parti et sa sélection pour Sunderland Sud (occasionnée par le départ à la retraite du député de Gordon Bagier) rencontre la désapprobation de Neil Kinnock, alors chef du parti travailliste. À la fin des années 1980, la presse tabloïd de droite cible fréquemment Mullin pour ses opinions de gauche.
Il est membre du groupe de campagne socialiste, secrétaire du groupe parlementaire multipartite pour le Vietnam, membre du groupe multipartite sur le Tibet et président du groupe parlementaire multipartite pour le Cambodge, membre de la commission spéciale des affaires intérieures (1992-1997), et président de la commission spéciale des affaires intérieures de 1997 à 1999 et de nouveau de 2001 à 2003.

### Au gouvernement
Malgré ses critiques du gouvernement, il remplace Alan Meale au poste de sous-secrétaire d'État parlementaire au ministère de l'Environnement, des Transports et des Régions en juillet 1999 avant de succéder à George Foulkes au poste de sous-secrétaire parlementaire du ministère du Développement international en 2001.
Il revient au gouvernement en juin 2003, en tant que sous-secrétaire parlementaire au ministère des Affaires étrangères, mais après les élections de 2005, il retourne à l'arrière-ban. Avant la victoire travailliste de 1997, Mullin a acquis la réputation de faire campagne au nom des victimes de l'injustice et de l'opposition à la restriction des droits civils. Sa position de campagne a dû changer lorsqu'il est ministre en raison de Solidarité ministérielle. Son vote contre la proposition du gouvernement de 90 jours de détention sans procès pour les personnes soupçonnées de terrorisme, l'un des 49 rebelles travaillistes, semble indiquer une réémergence de ses instincts de liberté civile. Mullin critique la rotation des ministres du gouvernement travailliste, exprimant sa conviction que le gouvernement Blair changeait trop souvent de ministres et l'a noté dans son dernier discours à la Chambre des communes.
Alors qu'il est au gouvernement, Mullin vote contre la guerre en Irak. Après avoir quitté le gouvernement, Mullin vote également contre le maintien par le Royaume-Uni d'une dissuasion nucléaire.

### Journaux

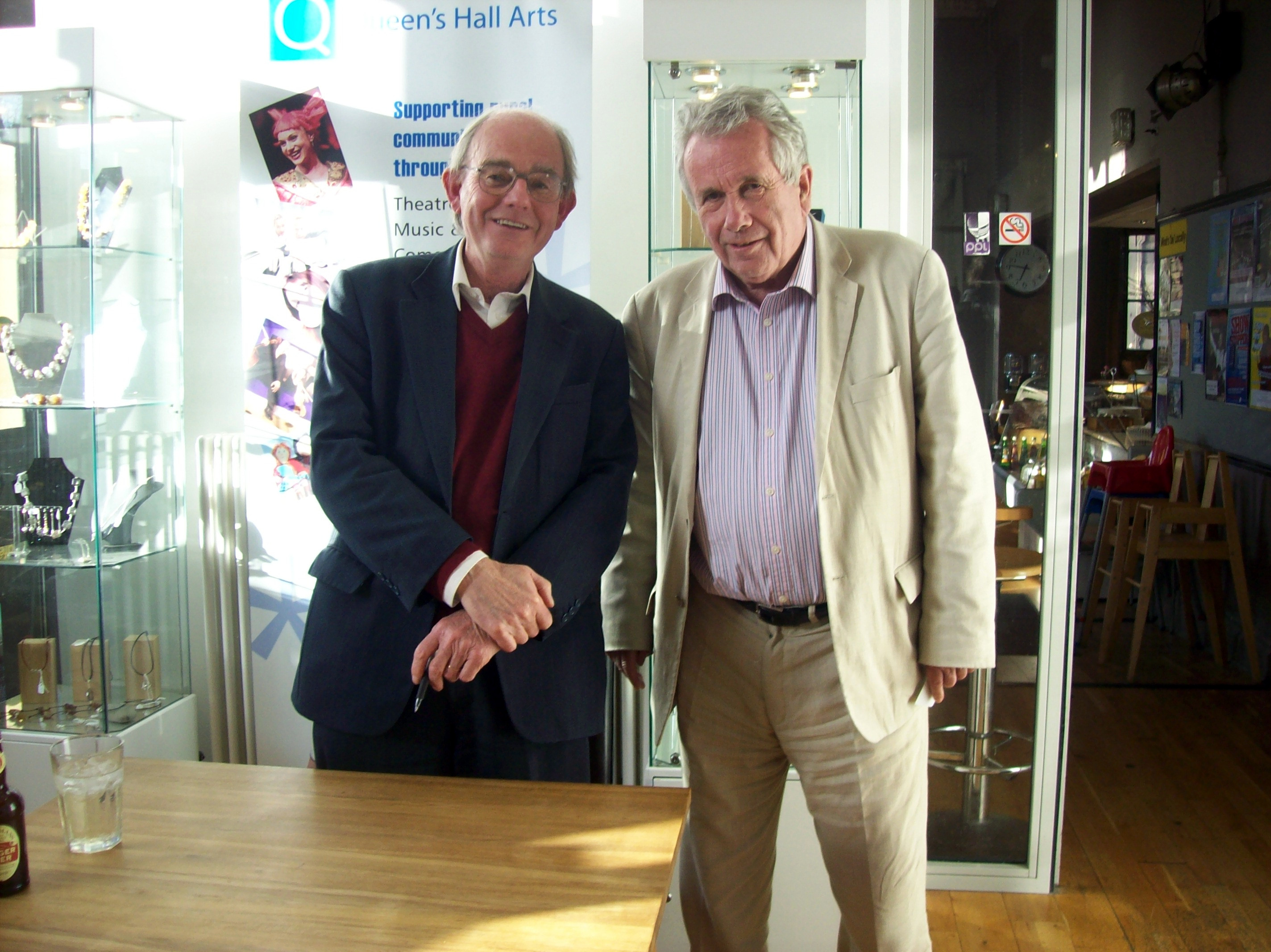
Chris Mullin avec Martin Bell au festival du livre d'Hexham en 2009

Mullin publie trois volumes de journaux intimes qui décrivent les progrès du « New Labour » depuis la mort du chef du parti John Smith en 1994 jusqu'à l'élection générale de 2010 : A View from the Foothills (2009) (racontant la carrière ministérielle de Mullin 1999–2005), Decline & Fall: Diaries 2005–2010 (2010) et A Walk-On Part: Diaries 1994–1999 (2011). Entre autres choses, Mullin enregistre sa désillusion progressive avec l'aile gauche du Parti travailliste et son soutien plutôt réticent, après la mort de Smith, à son collègue député du Nord-Est Tony Blair (qu'il surnomme "The Man") comme la personne la plus susceptible de diriger le retour au pouvoir. Il admire Blair en tant que leader et pour sa capacité à créer un parti travailliste à large assise. Malgré l'Irak, Mullin reste un admirateur de Blair, le considérant comme un leader aux capacités exceptionnelles. Peter Riddell du Times suggère que A View From the Foothills mérite de devenir "le texte central pour comprendre les années Blair", tandis que Decline & Fall, dans lequel Mullin (alors un député d'arrière -ban à nouveau) exprime une consternation ironique à la manière le gouvernement opéré sous le successeur de Blair, Gordon Brown, est félicité pour son indépendance vis-à-vis des perspectives, révélant, comme Jenni Russell le dit dans le Sunday Times, "la volonté de Mullin d'aimer les gens qui ne font pas écho à sa politique".
Les trois volumes sont adaptés pour la scène par Michael Chaplin comme A Walk on Part. Il est créé au Live Theatre de Newcastle-upon-Tyne en mai 2011, avant d'être joué au Soho Theatre de Londres,. Mullin donne régulièrement des conférences sur ses journaux, la politique et la montée et la chute du New Labour.

## Vie privée
L'épouse de Mullin, Ngoc, est vietnamienne et ils ont deux filles, Sarah (née en 1989) et Emma (née en 1995). Mullin vit dans le Northumberland.
En football, Chris Mullin a soutenu Sunderland AFC, et l'a même mentionné dans le discours d'ouverture du Parlement de mai 1997,.

## Honneurs académiques
Le 28 janvier 2011, son alma mater, l'Université de Hull, lui décerne un doctorat honorifique en droit, en reconnaissance de ses réalisations. En décembre 2011, l'Université de Newcastle upon Tyne décerne à Chris Mullin un diplôme honorifique. Mullin enseigne maintenant un module à l'Université de Newcastle intitulé « The Rise and Fall of New Labour ». Il reçoit également un diplôme honorifique de l'Université d'Essex en 2011. Mullin reçoit également des diplômes honorifiques de l'Université de Sunderland (2010) et de la City University (1992).

## Travaux

### Romans
- A Very British Coup (1982)
- The Last Man Out of Saigon (1986)
- The Year of the Fire Monkey (1991)
- The Friends of Harry Perkins (2019)

### Non-fiction
- Error of Judgment: The Truth about the Birmingham Bombings
- A View from the Foothills: The Diaries of Chris Mullin (2009)
- Decline & Fall: Diaries 2005–2010 (2010)
- A Walk-On Part: Diaries 1994–1999 (2011)
- Hinterland (2016)